# Pixel (smartphone)
Pixel y Pixel XL son smartphones Android diseñados y desarrollados por Google, empresa que los dio a conocer durante una conferencia de prensa el 4 de octubre de 2016. Se tratan de los primeros smartphones pertenecientes a la línea de dispositivos Google Pixel, la sucesora de la línea Nexus. La segunda generación de los teléfonos Pixel, el Pixel 2 y Pixel 2 XL, sustituyeron al Pixel y Pixel XL el 4 de octubre de 2017.
Los Pixel tienen un chasis de aluminio, un panel de cristal en la parte trasera, un conector tipo USB-C, un conector de audio de 3,5 mm, y una cámara trasera de 12,3 megapixeles. A su lanzamiento, los dispositivos presentaron características de software exclusivas, tales como la versión 7.1 de Android Nougat, inclusión del asistente virtual Google Assistant, servicios de soporte técnico en vivo, y un respaldo ilimitado de imágenes de alta resolución para la aplicación Google Photos. 
Los teléfonos Pixel recibieron una recepción un tanto polarizada. Por un lado, los críticos los catalogaron como los mejores teléfonos Android en el mercado y recibieron elogios por la calidad y funcionamiento de la cámara, y por otro lado, fueron altamente criticados por sus elevados precios y la falta de hardware a prueba de agua, así como por similitudes de diseño respecto al iPhone de Apple. Se presentaron varios problemas técnicos en los teléfonos después de su lanzamiento, muchos de ellos relacionados con destellos de lente en la cámara trasera, dificultades de conectividad con ciertas bandas de datos móviles, conexiones Bluetooth inestables, problemas de la batería con apagados repentinos, y micrófonos defectuosos. Google ha reconocido y resuelto la mayoría de dichas dificultades técnicas.

## Historia
Los teléfonos insignia de Android desarrollados por Google antes de los Pixel fueron los Nexus, teléfonos diseñados para «referenciar» dispositivos de la plataforma Android. Rick Osterloh, antiguo presidente de Motorola, se unió a Google com vicepresidente de hardware en abril de 2016, y a partir de ahí Google comenzó a desarrollar un conjunto de productos y plataformas dirigidas hacia el hogar, como el Google Home, el asistente personal Google Assistant, y Google Daydream (una plataforma de realidad virtual desarrollada para Android Nougat). El 4 de octubre de 2016 se dieron a conocer oficialmente los Pixel, que vendrían a estrenar la versión 7.1 de Android Nougat.
Tras el lanzamiento del teléfono, The Verge escribió en una nota que el programa Nexus había "concluido su misión", y un representante de Google declaró que no hay planes para hacer otro dispositivo Nexus. El Pixel fue diseñado y promocionado como un producto de Google, y a pesar de que HTC fabricó los dispositivos, en Google se afirma que los Pixel no están basados en ningún dispositivo HTC. La empresa le ofreció en un inicio a Huawei el contrato de fabricar los dispositivos pero se retractó pues los representantes de Huawei querían que se vendiera el teléfono como un producto de ambas empresas.
En Estados Unidos, Pixel es un teléfono exclusivo de Verizon Wireless y Project Fi, pero también está disponible por medio de la tienda virtual de Google y de Best Buy. En Reino Unido se pueden conseguir por medio de la tienda virtual de Google, y a través de EE y Carphone Warehouse.
El 4 de octubre de 2017, Google anunció que los smartphones Pixel 2 y Pixel 2 XL sucederían a la primera generación de los Pixel. La empresa descontinuó al Pixel y Pixel XL el 11 de abril de 2018.

## Especificaciones

### Hardware
El Pixel posee un chasís de aluminio con un panel de cristal en la parte de atrás que contiene a la cámara, así como un sensor de huellas «Pixel Imprint» y un conector USB-C con soporte a USB 3.0. El teléfono contiene un conector de audio de 3,5 mm, un hecho que acaparó atención de los medios pues difería del rival iPhone 7 de Apple, el cual no tenía un conector de audio. Tanto el Pixel como el Pixel XL poseen un procesador Qualcomm Snapdragon 821 de 4 núcleos y con una velocidad de reloj de 2,4 GHz. En el apartado de memoria, cuentan con 4 GB de memoria RAM, y 32 GB o 128 GB de memoria de almacenamiento UFS 2.0.
Las diferencias entre ambos modelos yacen en la tamaño de sus pantallas y de sus baterías. El Pixel normal tiene un display de 5 pulgadas (130 mm) y de 1080p AMOLED con una batería de 2770 mAh, mientras que el display del Pixel XL es de 5.5 pulgadas (140 mm) y de 1440p AMOLED con una batería de 3450 mAh.
La cámara principal del Pixel es de 12,3 megapixeles, con una apertura f/2.0 y un sensor Sony IMX378 para un tamaño de los pixeles de 1.55 μm. La cámara emplea un sistema de estabilización de imagen digital integrado con el giroscopio y sensores de movimiento del teléfono a una velocidad de muestreo de 200 Hz. Para mejorar la velocidad de captura, continuamente se toman 30 cuadros por segundo mientras la cámara está activa. Cuando se toma una fotografía, hasta 10 de estos cuadros forman una sola imagen.

### Software
El Pixel y el Pixel XL fueron lanzados con Android 7.1 Nougat, una actualización que posteriormente fue incorporada a los dispositivos Nexus, en diciembre de 2016, aunque ciertas características permanecieron exclusivas para los Pixel.
El Google Assistant está disponible para los Pixel y proporciona servicios de soporte técnico en vivo integrados dentro del sistema operativo. Así como sucede con los dispositivos Nexus, el Pixel recibe actualizaciones de Android directamente de Google. Asimismo, el teléfono contiene a la plataforma de realidad virtual Google Daydream, además de un respaldo ilimtado de imágenes en alta resolución para Google Photos. Una actualización de noviembre de 2016 incorporó opciones adicionales activadas con movimiento, como mostrar alertas al tocar dos veces la pantalla, y levantar el teléfono para activar la pantalla.
Google ha declarado que los dispositivos Pixel recibirán actualizaciones en directo del sistema operativo hasta octubre de 2018 y parches de seguridad hasta octubre de 2019. En agosto de 2017, se incorporó Android 8.0 Oreo en los teléfonos, y el 5 de diciembre de 2017 se actualizaron a Android 8.1 Oreo.

## Recepción
El Pixel y Pixel XL recibieron críticas polarizadas. Dieter Bohn de The Verge comentó que los smartphones son «...fácilmente los mejores teléfonos Android que puedes comprar» y calificó al producto con un 9 en una escala de 10. Bohn elogió la larga duración de la batería y la integración del Google Assistant, pero le molestó el diseño –el cual le pareció tradicionalista– y la falta de resistencia al agua. Matt Humrick de AnandTech alabó el hecho de que la cámara estuviera al ras con el cuerpo del teléfono, pero criticó su costo alegando que los seguidores de los Nexus en busca de una opción más barata se decepcionarían. Chris Velazco de Engadget elogió la calidad del diseño, la cámara, y el funcionamiento, pero también fue crítico de los altos precios, así como de la falta de resistencia al agua presente en los rivales iPhone 7 y Samsung Galaxy S7.

## Ventas
En junio de 2017, Ars Technica reportó que la aplicación de Google Play para el launcher de los Pixel, instalada por defecto en todos ellos, había sido descargada entre uno y cinco millones de veces. En el reporte se reconoce que los números son imprecisos, pero que también sirven como la primera cantidad posible de ventas